# Final Girl
Final Girl is een Amerikaanse thriller-horrorfilm uit 2015 onder regie van Tyler Shields. Hij maakte daarmee zijn debuut als regisseur.

## Verhaal

### Proloog
De vijfjarige Veronica beantwoordt een aantal vragen van de volwassen William. Haar antwoorden verzekeren hem ervan dat zij een geschikte kandidaat is voor een opleiding tot professioneel moordenares. Nadat hij haar vertelt dat zijn vrouw en kind zijn vermoord, accepteert ze zijn aanbod. William traint Veronica twaalf jaar lang op zowel fysiek, mentaal als tactisch vlak. Als laatste proef injecteert hij haar met een mengsel van een hallucinogeen en een waarheidsserum. Dit maakt dat ze psychisch wordt geconfronteerd met haar grootste angst.

### Plot
William neemt Veronica op haar zeventiende mee naar een parkeerplaats voor een diner. Binnen zitten Jameson, Danny, Shane en Nelson. Zij versieren al een tijd blonde meisjes om die daarna mee te nemen naar het bos. Eenmaal daar houden ze dodelijke jachtpartijen met het meisje van die avond als prooi. William wil dat Veronica zich laat verleiden om mee te gaan en de jongens uitschakelt.
Veronica betreedt de diner en gaat in op de avances van Jameson. Ze spreekt met hem af om samen op een afspraakje te gaan. Danny, Shane en Nelson gaan mee. Eenmaal in het bos spelen ze met zijn vijven truth or dare?. Dit is een vooropgezet plan dat leidt tot de onthulling van hun echte bedoelingen. Veronica krijgt vijf minuten voorsprong voordat ze haar met een knuppel en bijl achterna komen. De vier hebben geen idee dat ze deze keer zelf de prooi zijn. Ze weten ook niet dat de drank die Veronica met ze deelde gedrogeerd was, zodat ieder van hen in het bos zal worden geconfronteerd met zijn grootste angst.

## Rolverdeling
- Abigail Breslin - Veronica
- Wes Bentley - William
- Alexander Ludwig - Jameson
- Logan Huffman - Danny
- Cameron Bright - Shane
- Reece Thompson - Nelson
- Francesca Eastwood - Gwen
- Gracyn Shinyei - Veronica (als vijfjarige)

## Titelverklaring
De final girl is een veelgebruikte stijlfiguur in thrillers en horrorfilms. Dit is een vrouw of meisje dat als laatste overblijft nadat een moordenaar (of moordenaars) de andere personages een voor een hebben gedood, waarna zij de laatste confrontatie wel overleeft. Een subgenre waarin dit bijvoorbeeld regelmatig voorkomt, is de slasher-film. Voorbeelden van final girls zijn Laurie Strode uit Halloween, Ellen Ripley uit Alien en Sidney Prescott uit Scream.

## Ontvangst
Final Girl werd slecht ontvangen. Op filmsite Rotten Tomatoes had hij na 13 recensies van critici een score van 31% en na 914 beoordelingen van het publiek een score van 24. De filmde scoorde op IMDb na 13.245 beoordelingen een gemiddelde van 4.7.